# Schauen
Schauen è una frazione della città tedesca di Osterwieck, nel Land della Sassonia-Anhalt.
Fino al 31 dicembre 2009 ha costituito un comune autonomo. A partire dal 1º gennaio 2010 i comuni soppressi di Berßel, Aue-Fallstein, Bühne, Lüttgenrode, Rhoden, Schauen e Wülperode si sono aggregati alla città di Osterwieck per costituire il nuovo ente locale della città di Osterwick.